# Scala & Kolacny Brothers

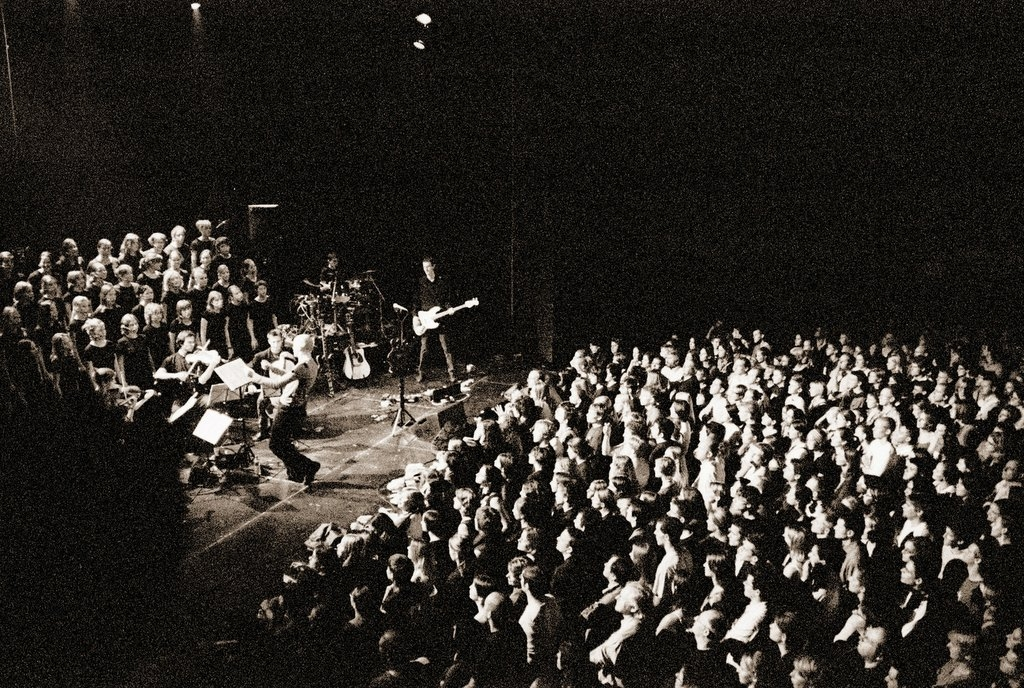
Scala & Kolacny Brothers

Scala, även Scala & Kolacny Brothers, är en kör från Aarschot i Belgien. Den har funnits sedan 1996 och består av grundarna och bröderna Steven (på piano) och Stijn Kolacny (som dirigent), samt ett 60-tal kvinnliga körsångerskor i åldrarna 14 till 24 år.
Gruppen har vunnit flera tävlingar, bland andra European Youth Music Festival 2000 i Neerpelt i Belgien, och har släppt ett antal CD-skivor och sålt guld. De har nått framgångar utanför sitt hemland och utanför körmusikkretsar bland annat med en cover på Rammsteins Engel.

## Diskografi

### Album
- 2000 – Christmas Time Is Here
- 2004 – On the Rocks
- 2004 – Dream On
- 2004 – Respire
- 2005 – Grenzenlos
- 2006 – It All Leads To This

### Singlar
- 2004 – Engel
- 2004 – Schrei Nach Liebe
- 2005 – With Or Without You / Clandestino
- 2005 – Last Christmas